# Diana Henry
Diana Henry ist eine britische Kochbuchautorin.

## Leben
Diana Henry hat eine wöchentliche Kolumne im Sunday Telegraph, schreibt auch für BBC Good Food, Red sowie House & Garden und ist bei BBC Radio 4 regelmäßig auf Sendung. Henry erhielt zahlreiche Preise für ihre journalistische Arbeit und ihre Bücher. Sie wurde unter anderem Gastro-Journalistin des Jahres der Guild of Food Writers (drei Mal, zuletzt 2015) sowie Kochbuchautorin des Jahres bei den Fortnum & Mason Food Awards 2013 und 2015. Sie schrieb elf Kochbücher, darunter, bereits auf Deutsch erschienen, Alle meine Hähnchen sowie Simple, im Januar 2019 folgt Eine Frage des Geschmacks. Diana Henry lebt mit ihrem Partner und ihren Kindern in London.

## Werke
- The Gastropub Cookbook. 2003, ISBN 978-1840007428.
- Food from Plenty. 2010, ISBN 978-1845335076.
- Cook Simple. 2010, ISBN 978-1845335748.
- Crazy Water Pickled Lemons. 2012, ISBN 978-1845336547.
- Salt Sugar Smoke. 2012, ISBN 978-1845335649.
- Roast Figs, Sugar Snow. 2014, ISBN 978-1845339746.
- A Change of Appetite. 2014, ISBN 978-1845337841.
- A Bird in the Hand. 2015, ISBN 978-1845338961.
- SIMPLE: Effortless food, big flavours. 2016, ISBN 978-1845338978.
- Alle meine Hähnchen. Rezepte für jeden Tag und jeden Anlass. ars vivendi verlag, Cadolzburg 2016, ISBN 978-3-86913-617-2.
- Simple: Kleiner Aufwand, grandioser Geschmack. ars vivendi verlag, Cadolzburg 2017, ISBN 978-3-86913-759-9.
  - Übersetzt von Margot Fischer.
- Change your appetite. Besser essen – besser fühlen. ars vivendi verlag, Cadolzburg 2019, ISBN 978-3-86913-980-7.
- Aus dem Ofen. Einfache Gerichte schnell zubereitet. ars vivendi verlag, Cadolzburg 2019,  ISBN 978-3-7472-0081-0.
- Von der Kunst einen Pfirsich zu essen. Rezepte und Geschichten einer kulinarischen Weltenbummlerin. ars vivendi verlag, Cadolzburg 2020, ISBN 978-3-7472-0101-5.

| Personendaten    | Personendaten             |
| ---------------- | ------------------------- |
| NAME             | Henry, Diana              |
| KURZBESCHREIBUNG | britische Kochbuchautorin |
| GEBURTSDATUM     | 20. Jahrhundert           |